# 平吉野谷
平吉野谷（たいら よしのや）は、福島県いわき市の大字である。郵便番号は970-8046。

## 地理
いわき市中央部の平地区に属し、地区内南部に位置する。北西で、郷ケ丘、北東で平小泉、平上高久（飛地部のみ）、南で中央台飯野とそれぞれ隣接する。概ね町村制施行以前の磐前郡吉野谷村の流れを汲む地域である。滑津川右岸支流流域を区域とする。谷底の平地では水田が広がり、山裾に集落が存在する。谷間を囲む丘陵地のうち西側はは郷ケ丘、南側は中央台飯野として造成され各区域に分離されたが、中央台飯野内には吉野谷鉱泉周辺（字南作）が当地域の飛地として残る。内郷御厩町に所在するいわき中央警察署及び平字正内町に所在する平消防署がそれぞれ管轄にあたる。

### 主な字
- 石畑
- 館下

- 西作
- 南作

- 国ケ坪

## 河川
- 吉野谷調整池
- 南作新溜池

## 歴史
- 1879年1月27日 - 平藩領吉野谷村が福島県内における郡区町村制の施行により磐前郡の村となる[4]。
- 1889年4月1日 - 町村制の施行により吉野谷村が北白土村、南白土村、谷川瀬村、上荒川村、下荒川村、中山村、上高久村、小泉村と合併し、磐前郡飯野村が発足する。旧吉野谷村域は飯野村の大字となる[4]。
- 1896年4月1日 - 磐前郡と周辺郡との合併により石城郡が発足し、石城郡飯野村となる[4]。
- 1950年4月1日 - 飯野村が平市と合併し、平市の大字となる[4]。
- 1966年10月1日 - 平市が磐城市・常磐市・内郷市・勿来市、石城郡小川町・遠野町・四倉町・川前村・田人村・好間村・三和村、双葉郡久之浜町・大久村と合併しいわき市となり、いわき市平地区の大字となる[4]。
- 1973年～ - 西部の丘陵地の一部が宅地造成に伴い郷ケ丘として分離される[4]
- 1982年3月 - 南部の丘陵地の一部が宅地造成に伴い中央台飯野として分離される[5]。

## 世帯数と人口
2023年10月31日現在の世帯数と人口は以下の通りである。
| 大字     | 世帯数 | 人口 |
| -------- | ------ | ---- |
| 平吉野谷 | 37世帯 | 80人 |

## 小・中学校の学区
市立小・中学校に通う場合、学区は以下の通りとなる。
| 番地       | 小学校                   | 中学校                   |
| ---------- | ------------------------ | ------------------------ |
| 字南作     | いわき市立中央台北小学校 | いわき市立中央台北中学校 |
| 上記を除く | いわき市立郷ケ丘小学校   | いわき市立中央台北中学校 |

## 交通

### 道路
- 一級市道荒神作勝負作線（飛地北側をかすめる）

### バス
新常磐交通路線バス
- （いわき駅方面） - 医療創生大 - （ラパークいわき・光洋高校方面）
  - いわき駅～医療創生大～ラパーク
  - いわき駅～医療創生大～光洋高

## 施設
- 吉野谷鉱泉
- ひまわり信用金庫　中央台支店